# Шевелевы
Шевелевы — два древних русских дворянских рода.
Рода восходят к началу XVII века и записаны в VI части родословных книг:
Первый Костромской губернии,  предки коего по переписным Костромским книгам (1646) владели поместьями переходившими по наследству. Афанасий Кондратьевич Шевелёв московский дворянин (1695). Герб этого рода внесён в XII часть Общего Гербовника.
Второй — Саратовской и Смоленской губерний.
Есть ещё несколько дворянских родов Шевелевых, более позднего происхождения.
Шевелев — очень распространённая, тем не менее тёмная по этимологии фамилия. Основа — Шевель — была в старину распространена, как личное имя. От глаголов «шевелить», «шевелиться»? Или от забытого глагола «шевелять» — то же, что шепелявить: однако ни в том ни в другом значении нарицательное «шевель» не зафиксировано. Не исключено, что шевель — из татарского «шэвэл», или «шавваль», — название десятого месяца мусульманского лунного года и личное имя.

## Описание герба
В золотом щите накрест два зажжённых факела с червлёным пламенем.
Щит увенчан дворянским коронованным шлемом. Нашлемник: два накрест зажжённых факела с червлёным пламенем. Намёт: справа чёрный с золотом, слева червлёный с золотом.
Герб рода Шевелевых внесён в Часть 12 Общего гербовника дворянских родов Всероссийской империи, стр. 81.